# Casa de Camino

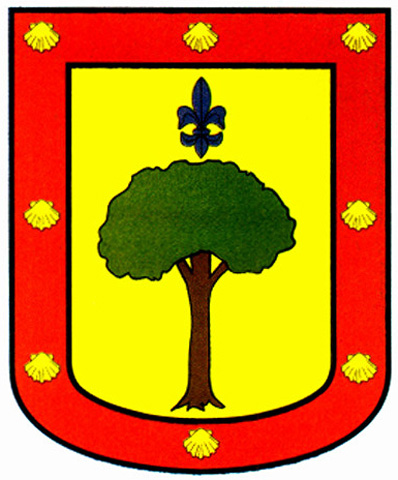
Armas primitivas de la familia Camino

La Casa de Camino es una familia nobiliaria española establecida en la Montañas de Cantabria en el Reino de Castilla a los inicios del siglo XIV. Su origen es de nobleza inmemorial y su procedencia no es claro. Eruditos han estudiado los orígenes de esta familia que incluyen un mito de un caballero francés que llegó al pueblo de Ajo oriundo de la ciudad de Tourrania en Francia expresando su devoción al apóstol Santiago y anduvo por el Camino de Santiago. Cuando este llegó al pueblo de Ajo, estableció su casa tomando el apellido del mismo Barrio de Camino que ya existía en el pueblo de Ajo en Bareyo en aquel entonces.
Una segunda versión es que esta casa nobiliaria desciende de la casa principesca Da Camino en la República de Venecia en Italia donde también existe una villa de Camino de donde la familia tomó su apellido por ser su solar histórico. Esta familia gobernó en Venecia y fueron sus señores feudales por varias generaciones hasta que la familia fueron dispuestos del poder político de la ciudad y reemplazados por sus parientes la familia Di Collalto [Faltan fuentes].

## Linaje
El lugar de Ajo en las cercanías del pueblo de Bareyo, capital de la provincia de Bareyo, ha sido cuna de uno de los linajes más ilustres y prolíficos de Cantabria. Este linaje se extendió por partes de España y América, principalmente en México dando lugar a cinco casas con títulos nobiliarios (Condado de Estradas, Condado de Isla Fernández, Marquesado de Pardo Aguiar, Marquesado de San Juan de Nepomuceno, Marquesado de las Torres de Rada, e innumerables Caballeros de Santiago, Calatrava, Carlos III, San Juan del Sepulcro y Montesa, todos integrantes de la aristocracia española y su historia. El origen de este linaje es trazado a don Gómez de Camino, Señor de los Palacios de Camino en la primera mitad del siglo XV, cuyo bisnieto Toribio Fernández de Camino, el grande, fue el primer Mayorazgo de Camino, casó con su deuda doña Elvira González de la Carrera, que llevó en dote el solar de la Carrera y el de Güemes. Su hijo Alonso de Camino fue el primer Señor de Pie de Concha, Bárcena y Cobejo, premiado por sus servicios por el rey Felipe II de Habsburgo, siendo su consejero más íntimo [Faltan fuentes].
El hijo de Gómez de Camino, Gonzalo de Camino, fue quien construyó la torre de Camino a finales del siglo XV. Don Alonso de Camino y su hermano don Pedro de Camino, quien le sucedería a su padre al mayorazgo, asistieron a la Guerra de los Ochenta Años entre 1568-1648.
La rama principal de este linaje fue la de los Mayorazgos de Camino en la que se mantuvo primeramente las posesiones peninsulares, originalmente las de la familia Camino, más que a través de los siglos se siguió acrecentando (Carrera, Gümes, Pie de Concha, Bárcena, Cobejo, Solórzano, Garbijos, García de Hoyos, del Hoyo Maeda, Hoyos-Venero, Somado, Sierralta-Hoyos, Sierra-Rador, Saravia, Trasgallo y Escorza. Posteriormente, las posesiones continua acrecentándose en la Nueva España específicamente en la región de San Luis Potosí, Zacatecas y Aguascalientes hasta 1836 en que el Mayorazgo de Camino, como entidad o vínculo, es desvinculado atrás las Cortes de Cádiz siendo el último mayorazgo don Carlos de Camino y Fernández de Villalpando, originario y vecino del Real y Minas de Sierra de Pinos en Indias.
Fue difícil para esta familia gobernar tanto sus posesiones peninsulares en el solar de su origen como las de Indias durante el siglo XVIII al siglo XX cuando el mayorazgo, el gobernador don José de Camino Saravia y Trasgallo Escorza pasa al Reino de Indias a la corte al servicio de Carlos IV instalándose definitivamente en Pinos, Zacatecas y la capital de Aguascalientes, México, debido a las reformas Borbónicas, reinado de José Bonaparte, la Independencia Mexicana y la Expulsión de los Peninsulares.

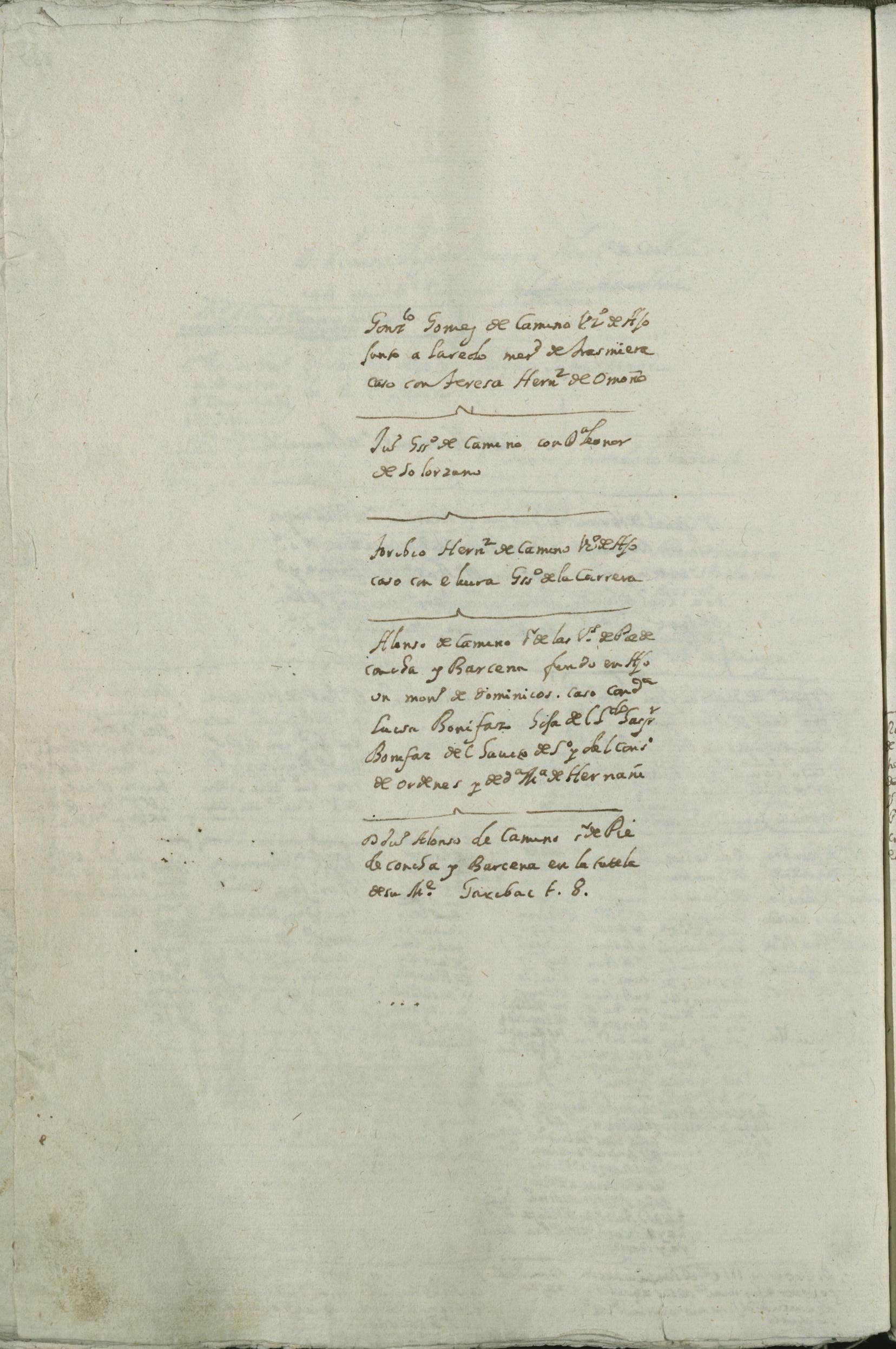
Tabla genealógica de la familia Camino, señores de Pie de Concha.

## Sistema de Gobierno Familiar
El sistema de liderazgo que gobernaba la casa, familia y solar de Camino es particular y muy parecido al sistema de varias familias Alaveses como los Mendoza, Velasco, Ayala y los Orozco. En la casa de Camino había un sistema patriarcal con dos cargos supremos el de Patrón de Camino y el Mayor de Camino o sea Mayorazgo de Camino. Estos dos oficiantes gobernaban el Consejo de Ajo o el de Camino que tuvo numerosos representantes de cada línea familiar. Estos representantes a su vez tuvieron sus caballeros, escuderos, y vasallos, etc. todos fieles al Patrón de Camino y, éste a su vez fiel a la Corona de Castilla. Todos los miembros de la casa fueron de la clase de los hidalgos, fueran caballeros o letrados, compartían las mismas responsabilidades con respecto a la administración del reino en Cantabria. La mayor responsabilidad familiar era reunir, mantener, proveer y dirigir una partida armada que podían poner a disposición del rey si eran llamados. Los caballeros aportaban a la corona estas partidas armadas en virtud de una obligación feudal.  [Faltan fuentes].

Existe un documento notorial fechado el 8 de mayo de 1687 en Ajo que se conserva en el Archivo Histórico Provincial de Cantabria y que fue fielmente transcrito en el libro La casa de Camino y su aliada la de Vélez de Hontanilla por Jorge Alberto Serrano Redonnet que menciona lo siguiente a cuanto este sistema familiar:  
"En el lugar de Ajo, a ocho días del mes de mayo de mil y seiscientos y ochenta y siete años, ante mí el presente escribano y testigos de suso parecieron presentes los hijos y descendientes de la casa y solar de Camino, notoria y solariega, sita en este dicho lugar, especial y señaladamente don Francisco de Camino y Sierralta, el licenciado don Juan Jacobo de Camino y Sierralta, el licenciado don Pedro de la Cuesta Camino, el licenciado don Juan de la Peña Carrera, el licenciado don Jacinto de la Maza Güemes, Sancho de Camino, don Antonio de la Maza Agüero, Mateo de Villa, Pascual del Campo, Pedro de la Riva, Francisco del Campo, Fernando de la Roza, Juan de la Roza, su hijo, Bernabé de Rivas, Juan de Rivas, Andrés de Palacio, Juan de la Incera, Luis de Camino, Francisco de Camino, Andrés de las Tijeras, y yo el presente escribano y en nombre de Cosme de Camino, mi padre, y todos juntos por si, sus hijos y nietos y demás descedientes de la dicha casa y solar por quienes presentan caución de que estarán y pasarán por lo aquí contenido y todos junos de un acuerdo dijeron que por cuanto Dios fue servido llevarse para si a don Juan Camino, Patrón, que fue de la dicha casa y solar, y por cuanto por su muerte nos hallamos sin patrón para el aumento, bien y soncervación de la dicha casa y familia, y porque don Francisco de Camino Sierralta, hijo del dicho don Juan de Camino, sois como lo fue el dicho su padre y abuelo, por el presente le eligen y nombran por tal patrón de la dicha casa y solar de Camino, y como tal haya y goce las preeminencias según y de la manera que las han gozado su padre y abuelo y demás patronos [. . .] ante mí, [Rúbrica] José de Camino."
Serrano Redonnet continua explicando que "Además del interés del documento transcripto en lo relativo a la elección de patrono, el mismo presenta la lista de los distintos jefes de unidades familiares que en 1687 descendían del solar de Camino y delegaban los honores y preeminencias solariegos en el favorecido con el cargo." En la prueba de nobleza de don Pedro de Camino y Rivera, para ingresar y tomar el hábito de Caballero de Santiago dada en 10 de junio de 1648 en Sevilla, menciona que, 
"Esta casa del apellido de Camino es una de las tres solariegas que hay en este lugar, de las cuales cada una se junta en casa del patrón o pariente mayor y allí hacen cada año ellos mismos las elecciones de oficios de alcaldes de la Hermandad, procurador y regidores, tales oficios pertenecientes según costumbre a sólo los hijosdalgo."

## Sucesión de ramas familiares [Faltan fuentes]
Desde la fundación de su casa en el año 1430, la familia ha sido presidida por distintas ramas en diferentes épocas y lugares y se pueden separar tradicionalmente en la siguiente manera:
1. Gómez de Camino (1430-1623)
2. Camino y Polanco (1623-1638)
3. Camino del Hoyo (1638-1710)
4. Camino de la Sierra (1710-1787)
5. Camino-Saravia y Trasgallo-Escorza, la rama mexicana (1787-1990)
6. Camino y Elizalde (1990-presente)

## Descendencia
La familia Camino es una antigua familia cántabra, que incluye a todos los descendientes de Gonzalo Gómez, Señor de Camino, hijo de Gómez de Camino. La casa es históricamente dividida entre dos ramas: la mayor y la menor, ambas siendo hijos del dicho Gonzalo y su esposa doña Teresa Hernández de Omaña.
- La rama mayor que es don Juan González Gómez, Señor de Camino, esposo de doña Leonor Fernández de Solórzano.
- La rama menor que es don Gómez II, Señor de Camino, esposo de doña María González de la Carrera.

## Los Camino en elsigloXVI(España)

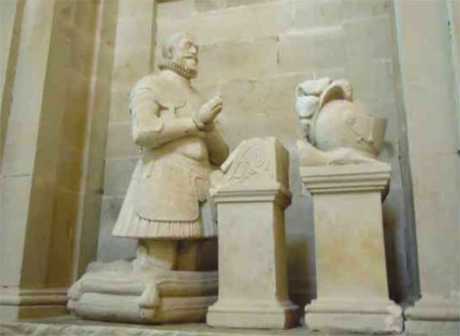
Estatua de D. Alonso de Camino

Entres sus miembros ilustres incluyen: 
1. D. Alonso de Camino y González de la Carrera, I Señor de Pie de Concha, Bárcena, Cobejo y Llanuces[5] marido de Da. Luisa de Bonifaz, hija legítima del Lic. Gaspar de Bonifaz, Caballero de Santiago, también descendientes de los Señores de Lazárraga. Este junto con sus sobrinos los Juan Antonio y Alonso Camino y Polanco ganaron Carta Ejecutoria de Nobleza e Hidalguía en el 28 de mayo de 1585[6] dado en Madrid ante Felipe II de Habsburgo.
2. D. Pedro de Camino y de la Carrera, capitán que sirvió a SM en Flandes y junto con su esposa Da. Béatrice Polanco instituyeron el Mayorazgo de Camino

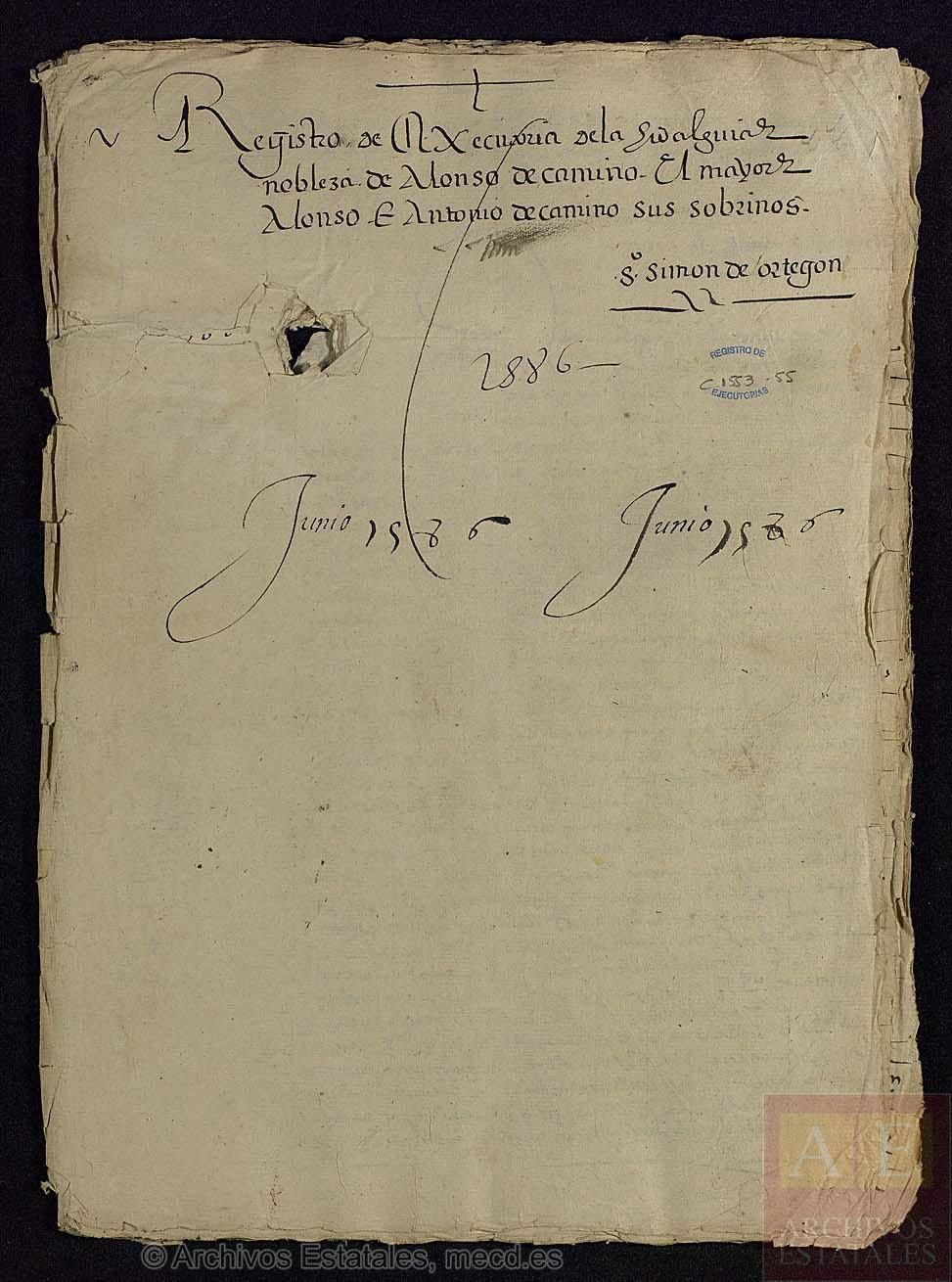
Primera foja de la Ejecutoria de Nobleza e Hidalguía de Alonso Camino y sus sobrinos Juan Antonio y Alonso de Camino y Polanco firmada por Felipe II el 28 de mayo de 1585 en Madrid.

## Los Camino en elsigloXVII(España)
1. D. Felipe de Camino y Cordero, Caballero de Calatrava
2. Da. Isabel de Camino y Polanco, mujer del Lic. Antonio de Paredes, Secretario del Duque de Lerma e hijo de D. Pedro de Paredes, Alcaide de la Fortaleza de Magacela.
3. D. Baltazar Álvarez de Bohórquez y Paredes Polanco y Camino, Caballero de Alcantara, hijo legítimo de D. Báltazar Álvarez de Bohórquez Polanco, Caballero de Calatrava y Da. Clara Jacinta Paredes y Polanco Camino, hija de la anterior.
4. Da. Catalina de Camino y Pereda, mujer de D. Hernando del Hoyo Escalante, Regidor Perpétuo de Santoña.
5. Bachiller D. Pedro de Luis de Camino y Solórzano del Castillo, Sacerdote y Cura Beneficiado de Santoña
6. Da. Alfonsa de Camino y Solórzano del Castillo, mujer del Lic. Juan de Matienzo, Abogado de los Reales Concejos y Corte de Madrid de SM.
7. D. Lucas Manuel de Camino y Cano, Familiar del Santo Oficio de la Inquisición.
8. D. Vicente Rodríguez de Camino y Cano de la Peña, Caballero de Carlos III.
9. D. Juan de Camino y del Hoyo, Capitán de la Real Infantería Española
10. D. Felipe de Camino y del Hoyo, Capitán de la Real Infantería Española
11. Bachiller D. Miguel de Camino y Vélez Cachupín, Clérigo
12. D. José de Maeda Hoyo y Camino, Familiar del Santo Oficio de la Inquisición.
13. D. Francisco Manuel de Maeda y Camino, Caballero de Calatrava, hijo legítimo del Lic. Juan Bautista de Maeda Hoyo, Abogado en los Reales Concejos de SM y Mayorazgo de Maeda y su mujer Da. Luisa de Camino del Hoyo.

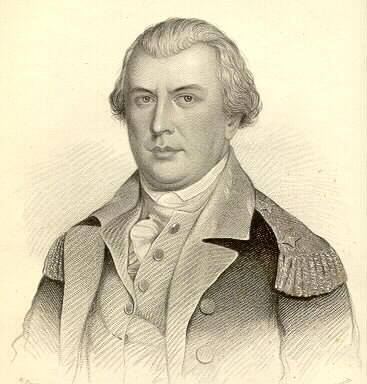
D. Nicolás de Arredondo y Pelegrín de Camino, Virrey del Río de la Plata (Argentina).

14. D. Antonio Pelegrín de Camino, Alcalde Mayor de SantoñaD. Nicolás de Arredondo y Pelegrín de Camino, Virrey del Río de la Plata (Argentina).
15. D. Nicolás de Arredondo y Pelegrín de Camino, Teniente de los Reales Ejércitos en Buenos Aires, marido de Da. Josefa Rosa de Mioño Bravo de Hoyos, hija legítima de los Condes de Estrada.
16. D. Nicolás Antonio de Arredondo y Pelegrín de Camino, Virrey, Capitán General y Gobernador del Río de la Plata.
17. D. Manuel de Arredondo y Pelegrín de Camino, I Marqués de San Juan de Nepomuceno y Caballero de Carlos III.
18. D. Adolfo Morales de los Ríos y Septién Salinas de Camino, Caballero de Alcántara
19. D. José Morales de los Ríos y Septién Salinas de Camino, Caballero de Santiago
20. D. José de Camino Pelegrín, pretendiente al Mayorazgo de Camino en su época, marido de Da. Andrea de Isla Fernández y Foncueva, sobrina de los Condes de Isla Fernández.
21. D. Pedro de Camino y la Cantera, antiguo vecino de Catacunga, Quito quien además probó su nobleza en 1608 donde menciona que es primo del Lic. Antonio de Camino y Polanco en Ajo.
22. D. Juan Calderón de la Barca y Vélez Hontanilla de Camino, Caballero de Santiago marido de Da. Catalina de Septién Laso de la Vega, Mayorazga de Septién, pariente del poeta español D. Pedro Calderón de la Barca.
23. Da. María Vélez de Hontanilla y Camino, mujer de D. Fernando Antonio de Herrera Calderón, Alguacil Mayor de la Santa Inquisición del Tribunal Supremo de Navarra.
24. Lic. D. Francisco Antonio Vélez de Hontanilla Camino y Agustina Cachupín, Mayorazgo de Hontanilla, Cubillas y Agustina, marido de Da. Juana del Hoyo Alvarado y Mori, abuelo de D. Tomás Vélez Cachupín, Gobernador y Capitán General de Nuevo México.
25. D. Juan Alonso de Camino, Alcalde de la Santa Hermandad de los Hijosdalgo de Ajo, padre de:
  1. D. Pedro de Camino y Rivera, Veintecuatro de Sevilla y Caballero de Santiago.
  2. D. Juan Alonso de Camino y Rivera, Veintecuatro de Sevilla y Caballero de Santiago y Alcalde de la Santa Hermandad de los Hijosdalgo de Ajo, dos veces
  3. Da. Juana de Camino y Rivera, mujer de D. Domingo de Sarricolea, Caballero de Calatrava
26. D. Juan Alonso de Camino y Tirado de Valladares, Veintecuatro y gran jurista de Sevilla
27. Da. Felipa Jacoba de Camino y Tirado de Valladares, mujer de D. José del Hoyo Santelices, Veintecuatro de Sevilla y Caballero de Santiago.
28. D. Pedro de Camino y Mijarazo, Mayorazgo de Camino-Mijarazo y el gran Inquisidor Apostólico del papa S.S. Clemente VIII.
29. el Bachiller D. Pedro de Palacios y Camino, Cura Beneficiado de Ajo
30. D. Pedro Sáinez de Camino, Escribano Real de S.M. de la Junta de las Siete Villas, marido de su prima, Da. María Vélez de Hontanilla y Camino, hija del mayorazgo D. Juan Vélez de Hontanilla, "el viejo" y su mujer Da. Juana Fernández de Camino.

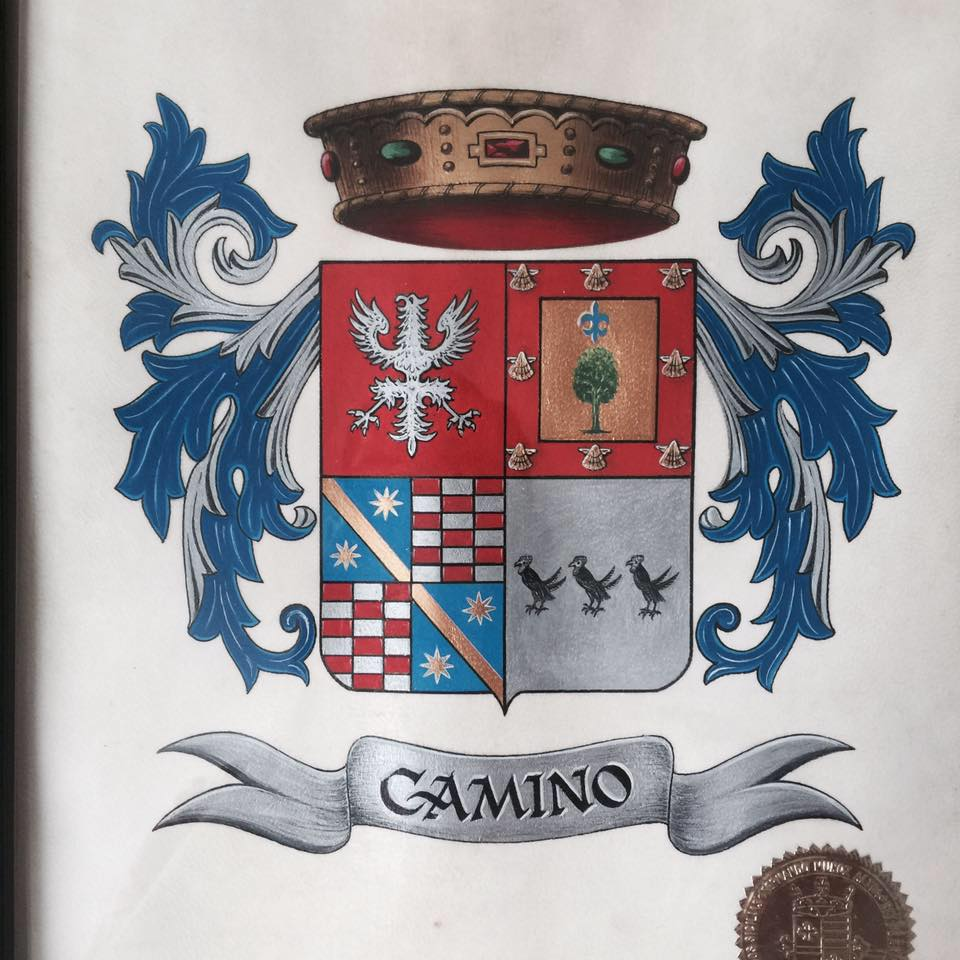
Blasón de D. José de Camino Saravia Trasgallo Escorza y posteriormente la familia Camino en México cuando éste funda su solar en la Nueva España.

## Los Camino en elsigloXVIII(Nueva España)

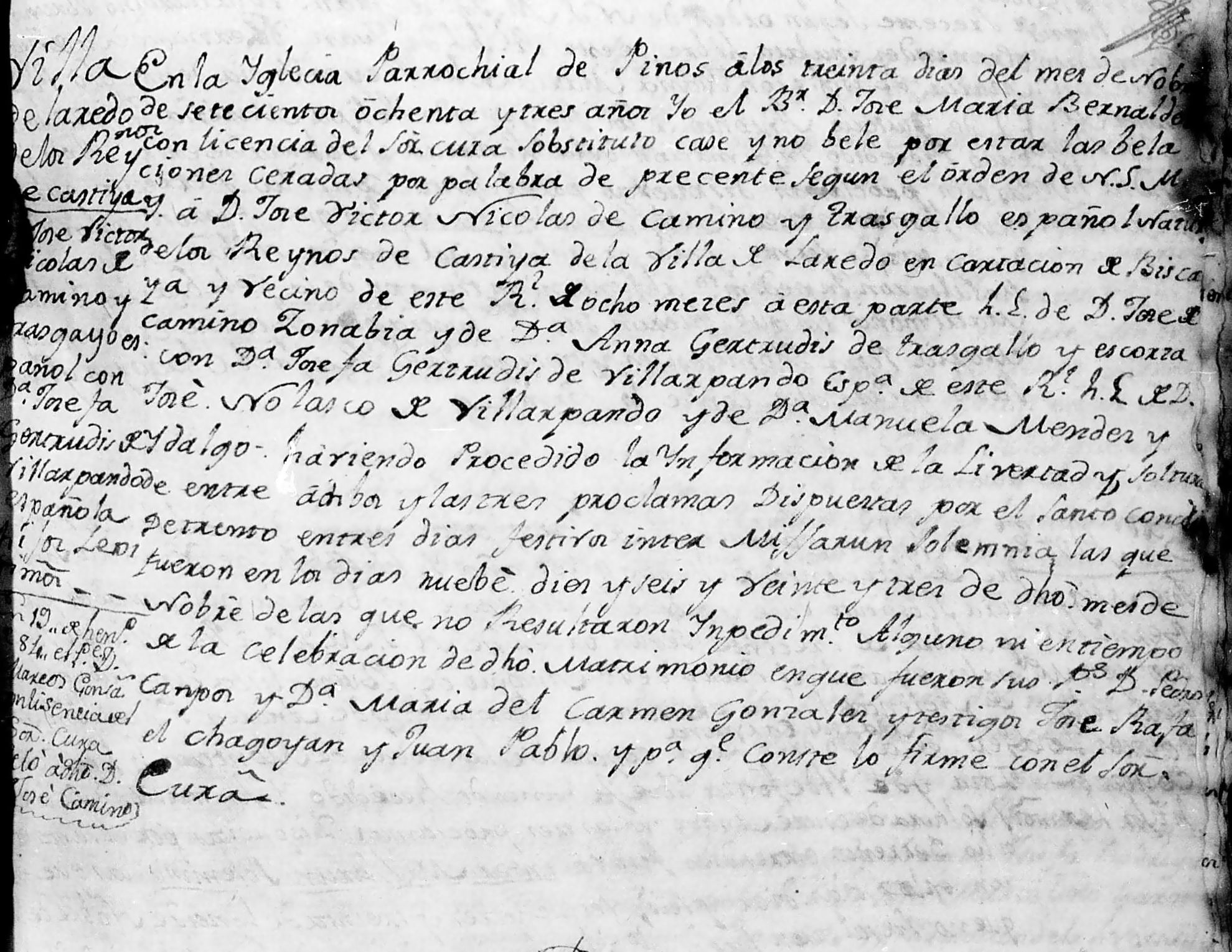
Casamiento del mayorazgo D. José de Camino y Trasgallo con la Sra. Da. Josefa Fernández de Villalpando.

1. Casamiento del mayorazgo D. José de Camino y Trasgallo con la Sra. Da. Josefa Fernández de Villalpando.D. José de Camino Saravia Trasgallo Escorza, fundador de la familia Camino en la Nueva España, cruzó el Atlántico en el año de 1783, llevando el Mayorazgo de Camino en su persona a México. Probó su nobleza en la Real Chancillería de Valladolid en 1794 ante Carlos IV donde declara ser vecino de Sierra de Pinos en el Valle de Matahuala en la Intendencia de Zacatecas (Méjico) en el Reino de Indias. Es mencionado en el padrón de Laredo que fue levantado el 31 de marzo de 1797[7] que era ausente, viviendo en el Reino de Indias (Nueva España). Subteniente del 1.º Regimiento de Carlos III de San Luis Potosí, Subdelegado de la Intendencia de Zacatecas, Capitán de Milicias del 1.º Regimiento de Carlos III de San Luis Potosí, alcalde Mayor de Sierra de Pinos y su jurisdicción. Mayorazgo de Camino, Señor de Pie de Concha, Bárcena y Cobejo. Fue hijo legítimo del mayorazgo D. José Antonio de Camino y Saravia, quien también aparece en el Padron de Nobles e Hijosdalgos de Laredo del año de 1737[8] y su mujer, doña Ana Josefa Ventura de Trasgallo y Escorza.
2. Lic. D. Carlos de Camino y Villalpando, sucedió su padre a los derechos del mayorazgo y señoríos de su casa, marido de Da. Loreto del Valle y Velarde, padres de:
  1. Da. María Guadalupe Camino y Valle, mujer del Lic. Juan Ignacio Godoy, Diputado Federal de Guanajuato en el Congreso Mexicano.
  2. Da. Francisca de Camino  y Valle, mujer del Dr. D. Isidro Calera de Obregón, Médico y Profesor de Medicina de la Universidad Autónoma de Aguascalientes.
  3. Da. Josefa de Camino y Valle, mujer de D. Crescencio de Aranda-Puelles y Villalobos, Señor Divisero del Solar de la Piscina.

## Los Camino en elsigloXIX(México)
1. Lic. D. Carlos de Camino Saravia Trasgallo Escorza y Villalpando, "el mozo" esposo de Da. Carlota Gómez de Portugal y Rangel, hija de D. Jesús Gómez de Portugal, Gobernador de Aguascalientes.
2. D. Andrés de Camino Saravia Trasgallo Escorza y Villapando, marido de la riquísima Da. Juliana de Oviedo y Gallegos Martínez de Chávez, hija del comerciante D. Pedro de Oviedo, dueño del Palacio del Vínculo, hoy el Palacio del Gobierno del Estado de Aguascalientes y dueño de varias haciendas incluyendo la famosa Hacienda de San José de la Labor en la jurisdicción de Calvillo, Aguascalientes.[9]

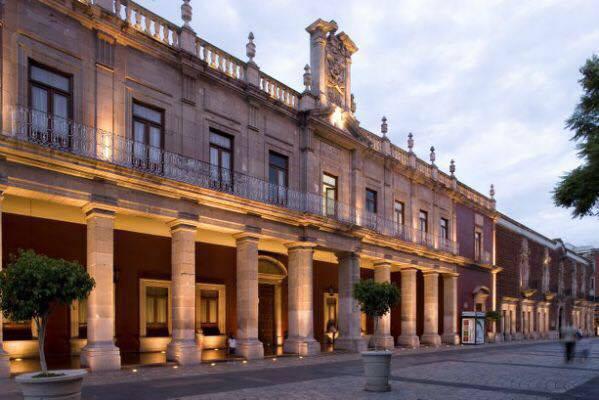
Residencia de la familia Oviedo y Camino hasta la revolución de 1910. La familia vendió el predio al Estado de Aguascalientes y actualmente es conocido como el Palacio de Gobierno de Aguascalientes.

1. Lic. D. Mariano Camino Martínez  (1853-1916), Jefe Político y Secretario del Estado de Aguascalientes, empresario y dueño del Mesón de la Providencia, Administrador de las haciendas Díaz de León, planeó y construyó la Hacienda Nuestra Señora de la Luz en la jurisdicción de Tabasco, Zacatecas [Faltan fuentes], marido de Da. Arcadia Soto Frausto (1858-1917), hija de Mateo Soto Ordorica y Marcela Frausto López,  casados el 15 de mayo de 1874 en Calvillo, Aguascalientes, México. Entre sus hijos numerosos tuvieron:
2. Da. María Guadalupe Camino Soto, mujer del Lic. D. Cornelio Robles Robles.
3. D. Eugenio Camino Soto, (1893, Aguascalientes, Méx. - 1935, Aguascalientes, Méx.) marido de Da. Petronila Vázquez García quienes tuvieron a:
  1. Da. Sara Camino Vázquez quien contrajo matrimonio con su primo segundo D. Rafael García Velasco, hijo de José Refugio García Frausto y María Jesús Velasco García, éstos tuvieron a Da. Carolina García Camino.
4. D. Celso Camino Soto, marido de Da. Lorenza López Solís, hija de Esteban López Durán y Eulalia Solís Oropeza, quienes tuvieron entre otros a
  1. D. Antonio Camino López, marido de Da. María Guadalupe Elizalde Vázquez, hija de Lucas Elizalde Esparza y María Jesús Vázquez Flores, éstos tuvieron a los que siguen.

## Los Camino en elsigloXXy Presente
1. D. Antonio Camino Elizalde (7 de febrero de 1935 - Aguascalientes, México) retiene los derechos al antiguo Mayorazgo de Camino y los Señoríos de Pie de Concha, Bárcena y Cobejo y demás honores, derechos, títulos, mayorazgos, preeminencias y jefatura de su casa en la actualidad [Faltan fuentes]. Este casó en primeras nupcias con su prima segunda Da. Carolina García Camino (28 de marzo de 1940, Aguascalientes, Méx. - 11 de diciembre de 2003 (San José, Santa Clara, California, EE. UU.) quienes tuvieron entre otros:
  1. Da. Ampelia Camino García  quien contrajo matrimonio con el jalisciense, D. José Gabriel Méndez de Torres y Cortés de Monroy, originario de Tamazula de Gordiano, Jalisco quienes tuvieron a los siguientes hijos:
    1. Da. Elizabeth Méndez de Torres y Camino
    2. Da. Maribel Méndez de Torres y Camino
    3. el Ingeniero D. Gabriel Méndez de Torres y Camino, Jr.
    4. el banquero D. Daniel-Alejandro Méndez de Sotomayor-Camino, pretendiente al título caducado, Marqués de las Torres de Rada
    5. D. José Armando Méndez de Torres y Camino

  2. Salvador de Camino y García de Rojas
  3. Antonio de Camino y García de Rojas
2. D. Eugenio Camino Soto, (1893, Aguascalientes, Méx. - 1935, Aguascalientes, Méx.) marido de Da. Petronila Vázquez García, hija de Evaristo Vázquez y Anacleta García, quienes tuvieron a:
  1. Da. Sara Camino Vázquez  quien contrajo matrimonio con su primo segundo D. Rafael García de Rojas y Velasco, hijo de José Refugio García Frausto y María Jesús Velasco García, éstos tuvieron a Da. Carolina García Camino.

## El Marquesado de las Torres de Rada
Desde el año 1999 la familia reclama los derechos al título de Castilla de Marqués de las Torres de Rada atrás que el último poseedor del marquesado fue declarado un fraude ante las cortes quien fabricó documentos falsos para ilegalmente obtener el marquesado a su favor. Estos derechos se basan en el hecho que la casa Camino descienden de Da. María de Arenaza Loyzaga y Muñoz de Zerezeda, tía carnal del primer Marqués, D. Francisco Lorenz de Arenaza y Rada de Horma [Faltan fuentes]; el título en la actualidad está en un estado caducado.